# Palacio de Fontalba
El palacio de Fontalba o palacio del marqués de Fontalba es un palacio de Madrid diseñado por José María Mendoza Ussía en 1911 para Francisco de Cubas y Erice, segundo marqués de Fontalba, hijo del marqués de Cubas, Francisco de Cubas, político (senador y, brevemente, alcalde de Madrid) y destacado arquitecto. Mendoza Ussía era sobrino del primer marqués.
Está ubicado en el barrio de Almagro, en el distrito de Chamberí. El edificio, con entrada en calle Fortuny, 4, es, desde 1991, sede de la Fiscalía General del Estado.
De planta rectangular, construido sobre una parcela de la antigua huerta de Loinaz, es considerado un «ejemplo representativo de la vivienda para la nobleza burguesa de la restauración alfonsina». Destaca su patio interior con techo acristalado. El palacio tiene de 985 metros cuadrados de superficie, y tres plantas más semisótano, organizadas alrededor del majestuoso gran hall o patio cubierto de la planta principal.
Tras la muerte del marqués, en 1944 fue adquirido por el Ministerio del Ejército y destinado como Consejo Supremo de Justicia Militar.
En septiembre de 2024 la Dirección General del Patrimonio del Estado adquirió por 67,4 millones de euros un edificio contiguo al palacio (Castellana 19), propiedad del Consorcio de Compensación de Seguros (CCS), para concentrar en un mismo lugar todos los servicios de la Fiscalía General del Estado.